# Plongement
Cet article concerne le plongement en mathématiques. Pour les autres significations, voir Plongement (homonymie).
 (août 2013).
Si vous disposez d'ouvrages ou d'articles de référence ou si vous connaissez des sites web de qualité traitant du thème abordé ici, merci de compléter l'article en donnant les références utiles à sa vérifiabilité et en les liant à la section « Notes et références ».
Dans de nombreuses branches des mathématiques, on peut être amené à comparer deux « objets » entre eux en montrant que l'un des « objets » est un « sous-objet » de l'autre (parfois via une injection, remplaçant l'inclusion ensembliste). Dans certaines théories, comme en géométrie différentielle ou en théorie des corps, le terme plongement est complètement défini, alors que dans d'autres il est seulement mentionné dans des contextes intuitifs et n'est donc pas pourvu d'un sens précis. De manière générale, il faut penser à un plongement comme à un morphisme injectif (le sens du mot « morphisme» dépendant du contexte).

## Espaces topologiques

Cette spirale représente un plongement de la droite réelle dans le plan.

Une application f : X → Y entre deux espaces topologiques est un plongement de X dans Y si elle induit (par corestriction) un homéomorphisme de X dans f(X) (muni de la topologie induite).
Cette corestriction est surjective par définition. Elle est continue et injective si et seulement si f l'est. 
Toute injection continue ouverte ou fermée est un plongement.

## Variétés différentielles
En topologie différentielle, soient V et W deux variétés de classe Ck (éventuellement k infini), et f : V → W une fonction.
On dit que f est un plongement Ck si c'est un plongement au sens topologique et si, de plus, f est Ck et pour tout x∈V, l'application linéaire tangente Tf(x) est injective.
Un plongement est alors un difféomorphisme Ck sur son image, laquelle image est une sous-variété différentielle de W (ce dernier résultat nécessite le théorème des fonctions implicites).
On le différencie de :
- l'immersion (Tf(x) est injective) ;
- la submersion (Tf(x) est surjective).

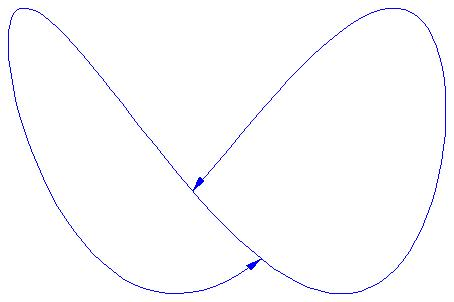
Une immersion injective d'une variété non compacte n'est pas toujours un plongement.

Si V est compacte et si f : V → W est une immersion injective, alors f est un plongement de V dans W.
Contre-exemples quand V n'est pas compacte
- Une feuille du feuilletage de Kronecker de pente irrationnelle n'est pas une sous-variété du tore, puisqu'elle n'est pas localement fermée.
- Même lorsque l'image d'une immersion injective est fermée, elle peut ne pas être localement euclidienne (cf. figure).

Théorème de plongement de Whitney — Toute variété de classe Ck (k ≥ 1) et de dimension n admet un plongement dans R2n.

## Espaces métriques
Dans le contexte des espaces métriques on parle de plongement pour un espace plongé dans un autre. Un paramètre important est alors la distorsion (stretch factor (en)), c'est-à-dire une mesure de la transformation des distances pendant l'opération. Un exemple de résultat est le lemme de Johnson-Lindenstrauss.

## Algèbre
En algèbre, un plongement est un homomorphisme injectif.

## Théorie des ensembles ordonnés
Soient (P, ≤) et (Q, ≼) deux ordres. Alors f : P → Q est un plongement d'ordres (en) si pour tous p1 et p2 de P :
p1  ≤ p2 ⇔ f(p1) ≼ f(p2).
Une telle application est nécessairement injective.

## Théorie des modèles
En théorie des modèles, une application {\displaystyle f:{\mathcal {M}}\to {\mathcal {N}}} entre deux {\displaystyle {\mathcal {L}}}-structures est un plongement si elle est injective et que pour tout {\displaystyle n\in \mathbb {N} }, pour tout {\displaystyle a_{1},...,a_{n}\in {\mathcal {M}}^{n}}, on a :
- pour tout symbole de fonction {\displaystyle F} d'arité {\displaystyle n}, {\displaystyle f(F^{\mathcal {M}}(a_{1},...,a_{n}))=F^{\mathcal {N}}(f(a_{1}),...,f(a_{n}))} ;
- pour tout symbole de relation {\displaystyle R} d'arité {\displaystyle n}, {\displaystyle (a_{1},...,a_{n})\in R^{\mathcal {M}}} si et seulement si {\displaystyle (f(a_{1}),...,f(a_{n}))\in R^{\mathcal {N}}}.

## Théorie des catégories
On appelle parfois « plongements » les égaliseurs.[réf. souhaitée]
Dans une catégorie admettant des images et coimages, un plongement pourrait s'apparenter à un monomorphisme qui serait un isomorphisme sur l'image (ou la coimage est isomorphe à l'image).[pas clair]

## Plongement de graphes
Un plongement de graphe, est l'opération qui consiste à plonger un graphe dans un espace, selon certaines conditions. Un exemple classique est le cas de graphes planaires : les graphes que l'on peut dessiner dans le plan, sans croisement des arêtes.